# Debiprasad Chattopadhyaya
  Debiprasad Chattopadhyaya  (bengalí: দেবীপ্রসাদ চট্টোপাধ্যায়)  (Calcuta, 19 de novembre de 1918 - Calcuta, 8 de maig de 1993) va ser un filòsof marxista indi.
Va fer contribucions al coneixement del corrent materialista de l'antiga filosofia índia. És conegut per "Lokayata: un estudi del materialisme indi antic", que és la seva exposició de la filosofia de Lokayata. També és conegut pels seus treballs sobre història de la ciència i el mètode científic a l'antiga Índia, especialment el seu llibre de 1977 Science and Society in Ancient India sobre els antics metges Charaka i Sushruta. Va ser guardonat amb caràcter pòstum amb el Padma Bhushan, el tercer honor civil més gran de l'Índia, el 1998.